# Vuelta a Castilla y León 2018
La 33.ª edición de la Vuelta a Castilla y León (llamado oficialmente: XXXIII Vuelta Ciclista a Castilla y León) fue una carrera de ciclismo en ruta por etapas que se celebró entre el 20 y el 22 de abril de 2018 en España con inicio en el municipio de Alba de Tormes y final en el municipio de Ávila sobre un recorrido de 526,3 kilómetros.
La carrera hizo parte del UCI Europe Tour 2018, dentro de la categoría UCI 2.1
La carrera fue ganada por el corredor español Rubén Plaza del equipo Israel Cycling Academy, en segundo lugar Carlos Barbero (Movistar) y en tercer lugar Eduard Prades (Euskadi-Murias).

## Equipos participantes
Tomaron parte en la carrera 17 equipos: 1 de categoría UCI WorldTeam; 7 de categoría Profesional Continental; y 9 de categoría Continental. Formando así un pelotón de 119 ciclistas de los que acabaron 107. Los equipos participantes fueron:
| WorldTeam- Movistar Team Equipos continentales profesionales (7)- Caja Rural-Seguros RGA - Euskadi Basque Country-Murias - Burgos-BH - Delko-Marseille Provence-KTM - Israel Cycling Academy - Rally Cycling - Manzana Postobón Equipos continentales (9)- Fundación Euskadi - Efapel - Sporting-Tavira - W52-FC Porto - Liberty Seguros-Carglass - Medellín-Éxito - Inteja Dominican Cycling Team - Interpro Stradalli - Lokosphinx |
| |

## Recorrido
La Vuelta a Castilla y León dispuso de tres etapas para un recorrido total de 526,3 kilómetros.
| Etapa     | Fecha     | Recorrido                  | type                   | Distancia (km) | Ganador        | Líder          |
| --------- | --------- | -------------------------- | ---------------------- | -------------- | -------------- | -------------- |
| 1.ª etapa | 20 de abr | Alba de Tormes – Salamanca | etapa escarpada        | 187,4          | Carlos Barbero | Carlos Barbero |
| 2.ª etapa | 21 de abr | Valladolid – Palencia      | etapa llana            | 183,3          | Mihkel Räim    | Carlos Barbero |
| 3.ª etapa | 22 de abr | Segovia – Ávila            | etapa de media montaña | 170,6          | Rubén Plaza    | Rubén Plaza    |

## Desarrollo de la carrera

### 1.ª etapa
| Alba de Tormes - Salamanca | etapa escarpada | (187,4 km) |

| \| Clasificación de la etapa \| Clasificación de la etapa \| Clasificación de la etapa \| Clasificación de la etapa \| Clasificación de la etapa \| \| Ciclista \| Ciclista \| Equipo \| Tiempo \| \| \| ------------------------- \| ------------------------- \| ------------------------- \| ------------------------- \| ------------------------- \| \| 1.º \| Carlos Barbero \| Movistar Team \| 4 h 35 min 29 s \| \| \| 2.º \| Jon Aberasturi \| Euskadi-Murias \| + 0 s \| \| \| 3.º \| Eduard Prades \| Euskadi-Murias \| + 0 s \| \| \| 4.º \| Raymond Kreder \| Team Ukyo \| + 0 s \| \| \| 5.º \| Kiril Svéshnikov \| Lokosphinx \| + 0 s \| \| \| 6.º \| Nelson Soto Martínez \| Caja Rural-Seguros RGA \| + 0 s \| \| \| 7.º \| Enrique Sanz \| Euskadi-Murias \| + 0 s \| \| \| 8.º \| Mario González Salas \| Sporting-Tavira \| + 0 s \| \| \| 9.º \| Colin Joyce \| Rally Cycling \| + 0 s \| \| \| 10.º \| Samuel Caldeira \| W52-FC Porto \| + 0 s \| \| |                      |                        |                 |
| |                      |                        |                 |
| |                      |                        |                 |
| Clasificación de la etapa |                      |                        |                 |
| Ciclista | Ciclista             | Equipo                 | Tiempo          |
| 1.º | Carlos Barbero       | Movistar Team          | 4 h 35 min 29 s |
| 2.º | Jon Aberasturi       | Euskadi-Murias         | + 0 s           |
| 3.º | Eduard Prades        | Euskadi-Murias         | + 0 s           |
| 4.º | Raymond Kreder       | Team Ukyo              | + 0 s           |
| 5.º | Kiril Svéshnikov     | Lokosphinx             | + 0 s           |
| 6.º | Nelson Soto Martínez | Caja Rural-Seguros RGA | + 0 s           |
| 7.º | Enrique Sanz         | Euskadi-Murias         | + 0 s           |
| 8.º | Mario González Salas | Sporting-Tavira        | + 0 s           |
| 9.º | Colin Joyce          | Rally Cycling          | + 0 s           |
| 10.º | Samuel Caldeira      | W52-FC Porto           | + 0 s           |

| \| Clasificación general \| Clasificación general \| Clasificación general \| Clasificación general \| Clasificación general \| \| Ciclista \| Ciclista \| Equipo \| Tiempo \| \| \| --------------------- \| --------------------- \| ---------------------- \| --------------------- \| --------------------- \| \| 1.º \| Carlos Barbero \| Movistar Team \| 4 h 35 min 16 s \| \| \| 2.º \| Jon Aberasturi \| Euskadi-Murias \| + 7 s \| \| \| 3.º \| Eduard Prades \| Euskadi-Murias \| + 9 s \| \| \| 4.º \| Diego Rubio \| Burgos-BH \| + 11 s \| \| \| 5.º \| Dmitri Strajov \| Lokosphinx \| + 12 s \| \| \| 6.º \| Raymond Kreder \| Team Ukyo \| + 13 s \| \| \| 7.º \| Kiril Svéshnikov \| Lokosphinx \| + 13 s \| \| \| 8.º \| Nelson Soto Martínez \| Caja Rural-Seguros RGA \| + 13 s \| \| \| 9.º \| Enrique Sanz \| Euskadi-Murias \| + 13 s \| \| \| 10.º \| Mario González Salas \| Sporting-Tavira \| + 13 s \| \| |                      |                        |                 |
| |                      |                        |                 |
| |                      |                        |                 |
| Clasificación general |                      |                        |                 |
| Ciclista | Ciclista             | Equipo                 | Tiempo          |
| 1.º | Carlos Barbero       | Movistar Team          | 4 h 35 min 16 s |
| 2.º | Jon Aberasturi       | Euskadi-Murias         | + 7 s           |
| 3.º | Eduard Prades        | Euskadi-Murias         | + 9 s           |
| 4.º | Diego Rubio          | Burgos-BH              | + 11 s          |
| 5.º | Dmitri Strajov       | Lokosphinx             | + 12 s          |
| 6.º | Raymond Kreder       | Team Ukyo              | + 13 s          |
| 7.º | Kiril Svéshnikov     | Lokosphinx             | + 13 s          |
| 8.º | Nelson Soto Martínez | Caja Rural-Seguros RGA | + 13 s          |
| 9.º | Enrique Sanz         | Euskadi-Murias         | + 13 s          |
| 10.º | Mario González Salas | Sporting-Tavira        | + 13 s          |

### 2.ª etapa
| Valladolid - Palencia | etapa llana | (183,3 km) |

| \| Clasificación de la etapa \| Clasificación de la etapa \| Clasificación de la etapa \| Clasificación de la etapa \| Clasificación de la etapa \| \| Ciclista \| Ciclista \| Equipo \| Tiempo \| \| \| ------------------------- \| ------------------------- \| ------------------------- \| ------------------------- \| ------------------------- \| \| 1.º \| Mihkel Räim \| Israel Cycling Academy \| 4 h 14 min 10 s \| \| \| 2.º \| Jon Aberasturi \| Euskadi-Murias \| + 0 s \| \| \| 3.º \| Enrique Sanz \| Euskadi-Murias \| + 0 s \| \| \| 4.º \| Raymond Kreder \| Team Ukyo \| + 0 s \| \| \| 5.º \| Kiril Svéshnikov \| Lokosphinx \| + 0 s \| \| \| 6.º \| Daniel López Parada \| Burgos-BH \| + 0 s \| \| \| 7.º \| Edwin Ávila \| Israel Cycling Academy \| + 0 s \| \| \| 8.º \| Carlos Barbero \| Movistar Team \| + 0 s \| \| \| 9.º \| Daniel Mestre \| Efapel \| + 0 s \| \| \| 10.º \| Colin Joyce \| Rally Cycling \| + 0 s \| \| |                     |                        |                 |
| |                     |                        |                 |
| |                     |                        |                 |
| Clasificación de la etapa |                     |                        |                 |
| Ciclista | Ciclista            | Equipo                 | Tiempo          |
| 1.º | Mihkel Räim         | Israel Cycling Academy | 4 h 14 min 10 s |
| 2.º | Jon Aberasturi      | Euskadi-Murias         | + 0 s           |
| 3.º | Enrique Sanz        | Euskadi-Murias         | + 0 s           |
| 4.º | Raymond Kreder      | Team Ukyo              | + 0 s           |
| 5.º | Kiril Svéshnikov    | Lokosphinx             | + 0 s           |
| 6.º | Daniel López Parada | Burgos-BH              | + 0 s           |
| 7.º | Edwin Ávila         | Israel Cycling Academy | + 0 s           |
| 8.º | Carlos Barbero      | Movistar Team          | + 0 s           |
| 9.º | Daniel Mestre       | Efapel                 | + 0 s           |
| 10.º | Colin Joyce         | Rally Cycling          | + 0 s           |

| \| Clasificación general \| Clasificación general \| Clasificación general \| Clasificación general \| Clasificación general \| \| Ciclista \| Ciclista \| Equipo \| Tiempo \| \| \| --------------------- \| --------------------- \| ---------------------------- \| --------------------- \| --------------------- \| \| 1.º \| Carlos Barbero \| Movistar Team \| 8 h 49 min 26 s \| \| \| 2.º \| Jon Aberasturi \| Euskadi-Murias \| + 1 s \| \| \| 3.º \| Enrique Sanz \| Euskadi-Murias \| + 9 s \| \| \| 4.º \| Eduard Prades \| Euskadi-Murias \| + 9 s \| \| \| 5.º \| Ángel Madrazo \| Delko-Marseille Provence-KTM \| + 10 s \| \| \| 6.º \| Diego Rubio \| Burgos-BH \| + 11 s \| \| \| 7.º \| Dmitri Strajov \| Lokosphinx \| + 12 s \| \| \| 8.º \| Fabio Duarte \| Manzana Postobón \| + 12 s \| \| \| 9.º \| Raymond Kreder \| Team Ukyo \| + 13 s \| \| \| 10.º \| Kiril Svéshnikov \| Lokosphinx \| + 13 s \| \| |                  |                              |                 |
| |                  |                              |                 |
| |                  |                              |                 |
| Clasificación general |                  |                              |                 |
| Ciclista | Ciclista         | Equipo                       | Tiempo          |
| 1.º | Carlos Barbero   | Movistar Team                | 8 h 49 min 26 s |
| 2.º | Jon Aberasturi   | Euskadi-Murias               | + 1 s           |
| 3.º | Enrique Sanz     | Euskadi-Murias               | + 9 s           |
| 4.º | Eduard Prades    | Euskadi-Murias               | + 9 s           |
| 5.º | Ángel Madrazo    | Delko-Marseille Provence-KTM | + 10 s          |
| 6.º | Diego Rubio      | Burgos-BH                    | + 11 s          |
| 7.º | Dmitri Strajov   | Lokosphinx                   | + 12 s          |
| 8.º | Fabio Duarte     | Manzana Postobón             | + 12 s          |
| 9.º | Raymond Kreder   | Team Ukyo                    | + 13 s          |
| 10.º | Kiril Svéshnikov | Lokosphinx                   | + 13 s          |

### 3.ª etapa
| Segovia - Ávila | etapa de media montaña | (170,6 km) |

| \| Clasificación de la etapa \| Clasificación de la etapa \| Clasificación de la etapa \| Clasificación de la etapa \| Clasificación de la etapa \| \| Ciclista \| Ciclista \| Equipo \| Tiempo \| \| \| ------------------------- \| ------------------------- \| ------------------------- \| ------------------------- \| ------------------------- \| \| 1.º \| Rubén Plaza \| Israel Cycling Academy \| 4 h 01 min 34 s \| \| \| 2.º \| Eduard Prades \| Euskadi-Murias \| + 46 s \| \| \| 3.º \| Carlos Barbero \| Movistar Team \| + 46 s \| \| \| 4.º \| Colin Joyce \| Rally Cycling \| + 49 s \| \| \| 5.º \| Mario González Salas \| Sporting-Tavira \| + 51 s \| \| \| 6.º \| Diego Rubio \| Burgos-BH \| + 51 s \| \| \| 7.º \| Daniel Mestre \| Efapel \| + 51 s \| \| \| 8.º \| Dmitri Strajov \| Lokosphinx \| + 51 s \| \| \| 9.º \| Alex Aranburu \| Caja Rural-Seguros RGA \| + 54 s \| \| \| 10.º \| Frederico Figueiredo \| Sporting-Tavira \| + 54 s \| \| |                      |                        |                 |
| |                      |                        |                 |
| |                      |                        |                 |
| Clasificación de la etapa |                      |                        |                 |
| Ciclista | Ciclista             | Equipo                 | Tiempo          |
| 1.º | Rubén Plaza          | Israel Cycling Academy | 4 h 01 min 34 s |
| 2.º | Eduard Prades        | Euskadi-Murias         | + 46 s          |
| 3.º | Carlos Barbero       | Movistar Team          | + 46 s          |
| 4.º | Colin Joyce          | Rally Cycling          | + 49 s          |
| 5.º | Mario González Salas | Sporting-Tavira        | + 51 s          |
| 6.º | Diego Rubio          | Burgos-BH              | + 51 s          |
| 7.º | Daniel Mestre        | Efapel                 | + 51 s          |
| 8.º | Dmitri Strajov       | Lokosphinx             | + 51 s          |
| 9.º | Alex Aranburu        | Caja Rural-Seguros RGA | + 54 s          |
| 10.º | Frederico Figueiredo | Sporting-Tavira        | + 54 s          |

## Clasificaciones finales
- Las clasificaciones finalizaron de la siguiente forma:[4]

### Clasificación general
| \| Clasificación general \| Clasificación general \| Clasificación general \| Clasificación general \| Clasificación general \| \| Ciclista \| Ciclista \| Equipo \| Tiempo \| \| \| --------------------- \| --------------------- \| ---------------------- \| --------------------- \| --------------------- \| \| 1.º \| Rubén Plaza \| Israel Cycling Academy \| 12 h 51 min 07 s \| \| \| 2.º \| Carlos Barbero \| Movistar Team \| + 35 s \| \| \| 3.º \| Eduard Prades \| Euskadi-Murias \| + 42 s \| \| \| 4.º \| Colin Joyce \| Rally Cycling \| + 55 s \| \| \| 5.º \| Diego Rubio \| Burgos-BH \| + 55 s \| \| \| 6.º \| Mario González Salas \| Sporting-Tavira \| + 55 s \| \| \| 7.º \| Dmitri Strajov \| Lokosphinx \| + 56 s \| \| \| 8.º \| Daniel Mestre \| Efapel \| + 57 s \| \| \| 9.º \| Sergio Higuita \| Manzana Postobón \| + 1 min 00 s \| \| \| 10.º \| Alex Aranburu \| Caja Rural-Seguros RGA \| + 1 min 00 s \| \| |                      |                        |                  |
| |                      |                        |                  |
| Fuente: ProCyclingStats |                      |                        |                  |
| Clasificación general |                      |                        |                  |
| Ciclista | Ciclista             | Equipo                 | Tiempo           |
| 1.º | Rubén Plaza          | Israel Cycling Academy | 12 h 51 min 07 s |
| 2.º | Carlos Barbero       | Movistar Team          | + 35 s           |
| 3.º | Eduard Prades        | Euskadi-Murias         | + 42 s           |
| 4.º | Colin Joyce          | Rally Cycling          | + 55 s           |
| 5.º | Diego Rubio          | Burgos-BH              | + 55 s           |
| 6.º | Mario González Salas | Sporting-Tavira        | + 55 s           |
| 7.º | Dmitri Strajov       | Lokosphinx             | + 56 s           |
| 8.º | Daniel Mestre        | Efapel                 | + 57 s           |
| 9.º | Sergio Higuita       | Manzana Postobón       | + 1 min 00 s     |
| 10.º | Alex Aranburu        | Caja Rural-Seguros RGA | + 1 min 00 s     |

### Clasificación de la montaña
| Clasificación de la montaña | Clasificación de la montaña | Clasificación de la montaña | Clasificación de la montaña | Clasificación de la montaña |
| Ciclista                    | Ciclista                    | Equipo                      | Puntos                      |                             |
| --------------------------- | --------------------------- | --------------------------- | --------------------------- | --------------------------- |
| 1.º                         | Daniel Whitehouse           | Interpro Stradalli          | 18 pts                      |                             |
| 2.º                         | Rubén Plaza                 | Israel Cycling Academy      | 9 pts                       |                             |
| 3.º                         | Marcos Jurado               | Efapel                      | 9 pts                       |                             |
| 4.º                         | Omar Mendoza                | Medellín                    | 8 pts                       |                             |
| 5.º                         | Joaquim Silva               | Caja Rural-Seguros RGA      | 4 pts                       |                             |
| 6.º                         | Nicolás Paredes             | Medellín                    | 4 pts                       |                             |
| 7.º                         | Txomin Juaristi             | Fundación Euskadi           | 4 pts                       |                             |
| 8.º                         | Robin Carpenter             | Rally Cycling               | 3 pts                       |                             |
| 9.º                         | Fabio Duarte                | Manzana Postobón            | 2 pts                       |                             |
| 10.º                        | Jordi Simón                 | Burgos-BH                   | 2 pts                       |                             |

### Clasificación por puntos
| Clasificación por puntos | Clasificación por puntos | Clasificación por puntos | Clasificación por puntos | Clasificación por puntos |
| Ciclista                 | Ciclista                 | Equipo                   | Puntos                   |                          |
| ------------------------ | ------------------------ | ------------------------ | ------------------------ | ------------------------ |
| 1.º                      | Carlos Barbero           | Movistar Team            | 49 pts                   |                          |
| 2.º                      | Jon Aberasturi           | Euskadi-Murias           | 40 pts                   |                          |
| 3.º                      | Eduard Prades            | Euskadi-Murias           | 36 pts                   |                          |
| 4.º                      | Raymond Kreder           | Team Ukyo                | 28 pts                   |                          |
| 5.º                      | Colin Joyce              | Rally Cycling            | 27 pts                   |                          |
| 6.º                      | Rubén Plaza              | Israel Cycling Academy   | 25 pts                   |                          |
| 7.º                      | Mihkel Räim              | Israel Cycling Academy   | 25 pts                   |                          |
| 8.º                      | Enrique Sanz             | Euskadi-Murias           | 25 pts                   |                          |
| 9.º                      | Kiril Svéshnikov         | Lokosphinx               | 24 pts                   |                          |
| 10.º                     | Mario González Salas     | Sporting-Tavira          | 20 pts                   |                          |

### Clasificación por equipos
| Clasificación por equipos | Clasificación por equipos | Clasificación por equipos | Clasificación por equipos |
| Equipo                    | Equipo                    | Tiempo                    |                           |
| ------------------------- | ------------------------- | ------------------------- | ------------------------- |
| 1.º                       | Rally Cycling             | 38 h 36 min 26 s          |                           |
| 2.º                       | Burgos-BH                 | + 2 s                     |                           |
| 3.º                       | Caja Rural-Seguros RGA    | + 4 s                     |                           |
| 4.º                       | Sporting-Tavira           | + 4 s                     |                           |
| 5.º                       | Manzana Postobón          | + 5 s                     |                           |
| 6.º                       | Efapel                    | + 34 s                    |                           |
| 7.º                       | W52-FC Porto              | + 43 s                    |                           |
| 8.º                       | Medellín-Éxito            | + 51 s                    |                           |
| 9.º                       | Lokosphinx                | + 1 min 37 s              |                           |
| 10.º                      | Movistar Team             | + 2 min 13 s              |                           |

## Evolución de las clasificaciones
| Etapa (Vencedor)           | Clasificación general | Clasificación por puntos | Clasificación de la montaña | Clasificación de las metas volantes | Clasificación por equipos     |
| -------------------------- | --------------------- | ------------------------ | --------------------------- | ----------------------------------- | ----------------------------- |
| 1.ª etapa (Carlos Barbero) | Carlos Barbero        | Carlos Barbero           | Daniel Whitehouse           | Carlos Barbero                      | Euskadi Basque Country-Murias |
| 2.ª etapa (Mihkel Räim)    | Carlos Barbero        | Jon Aberasturi           | Daniel Whitehouse           | Marcos Jurado                       | Euskadi Basque Country-Murias |
| 3.ª etapa (Rubén Plaza)    | Rubén Plaza           | Carlos Barbero           | Daniel Whitehouse           | Marcos Jurado                       | Rally                         |
| Final                      | Rubén Plaza           | Carlos Barbero           | Daniel Whitehouse           | Marcos Jurado                       | Rally                         |

## UCI World Ranking
La Vuelta a Castilla y León otorga puntos para el UCI Europe Tour 2018 y el UCI World Ranking, este último para corredores de los equipos en las categorías UCI WorldTeam, Profesional Continental y Equipos Continentales. Las siguientes tablas muestran el baremo de puntuación y los 10 corredores que obtuvieron más puntos:
| Posición              | 1.º | 2.º | 3.º | 4.º | 5.º | 6.º | 7.º | 8.º | 9.º | 10.º | 11.º | 12.º | 13.º-15.º | 16.º-25.º |
| Clasificación general | 125 | 85  | 70  | 60  | 50  | 40  | 35  | 30  | 25  | 20   | 15   | 10   | 5         | 3         |
| Por etapa             | 14  | 5   | 3   |     |     |     |     |     |     |      |      |      |           |           |
| Líder                 | 3   |     |     |     |     |     |     |     |     |      |      |      |           |           |

| Clasificación | Clasificación   | Clasificación                 | Clasificación | Clasificación | Clasificación | Clasificación |
| Posición      | Ciclista        | Equipo                        | General       | Etapa         | Líder         | Total         |
| ------------- | --------------- | ----------------------------- | ------------- | ------------- | ------------- | ------------- |
| 1.º           | Rubén Plaza     | Israel Cycling Academy        | 125           | 14            | -             | 139           |
| 2.º           | Carlos Barbero  | Movistar                      | 85            | 17            | 6             | 108           |
| 3.º           | Eduard Prades   | Euskadi Basque Country-Murias | 70            | 8             | -             | 78            |
| 4.º           | Colin Joyce     | Rally                         | 60            | -             | -             | 60            |
| 5.º           | Diego Rubio     | Burgos-BH                     | 50            | -             | -             | 50            |
| 6.º           | Mario González  | Sporting-Tavira               | 40            | -             | -             | 40            |
| 7.º           | Dmitry Strakhov | Lokosphinx                    | 35            | -             | -             | 35            |
| 8.º           | Daniel Mestre   | Efapel                        | 30            | -             | -             | 30            |
| 9.º           | Sergio Higuita  | Manzana Postobón              | 25            | -             | -             | 25            |
| 10.º          | Alex Aranburu   | Caja Rural-Seguros RGA        | 20            | -             | -             | 20            |